# Herbjørg Wassmo
Herbjørg Wassmo (* 6. Dezember 1942 auf Skogsøya, Vesterålen) ist eine norwegische Schriftstellerin.

## Leben und künstlerisches Schaffen

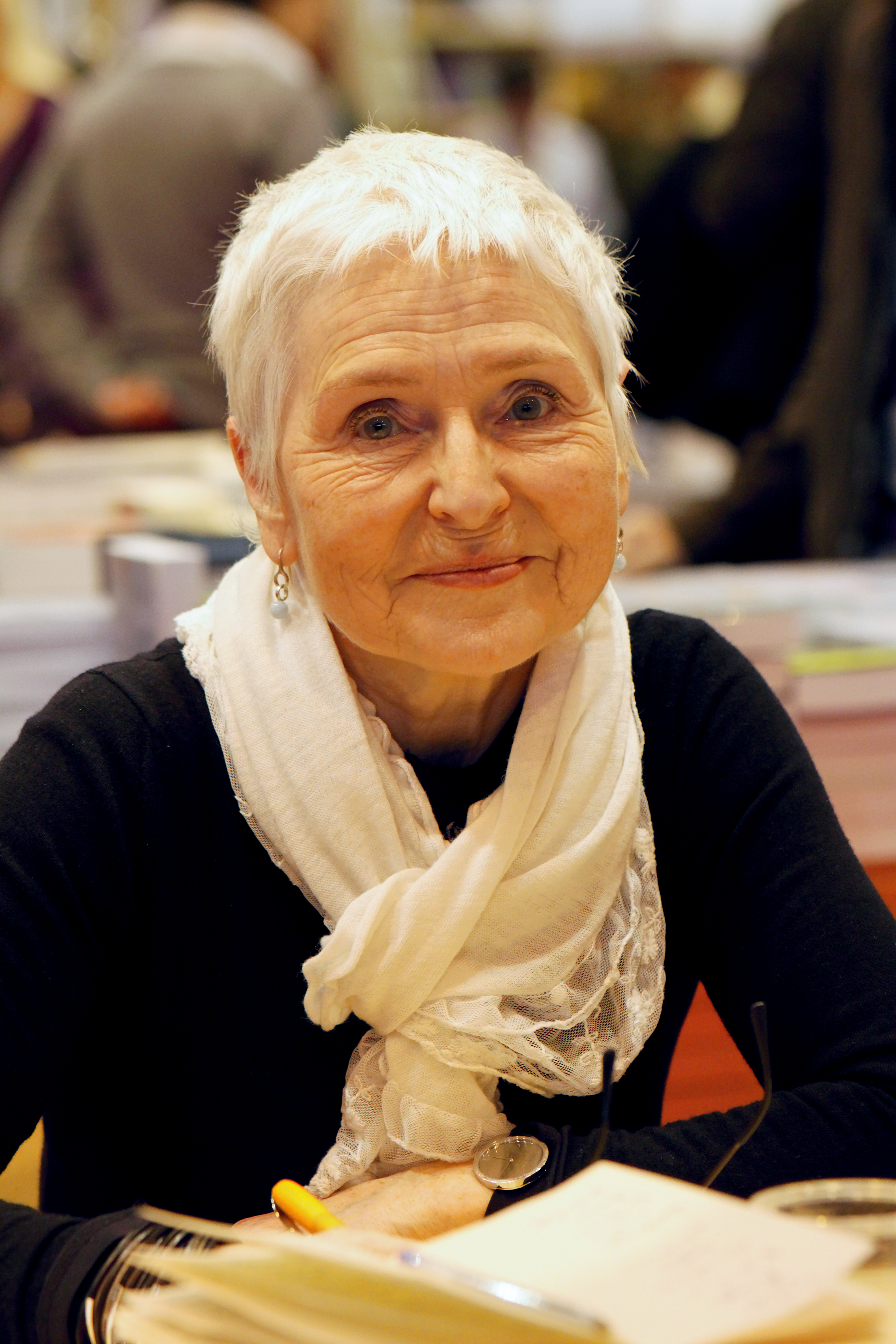
Herbjørg Wassmo auf der Pariser Buchmesse 2011

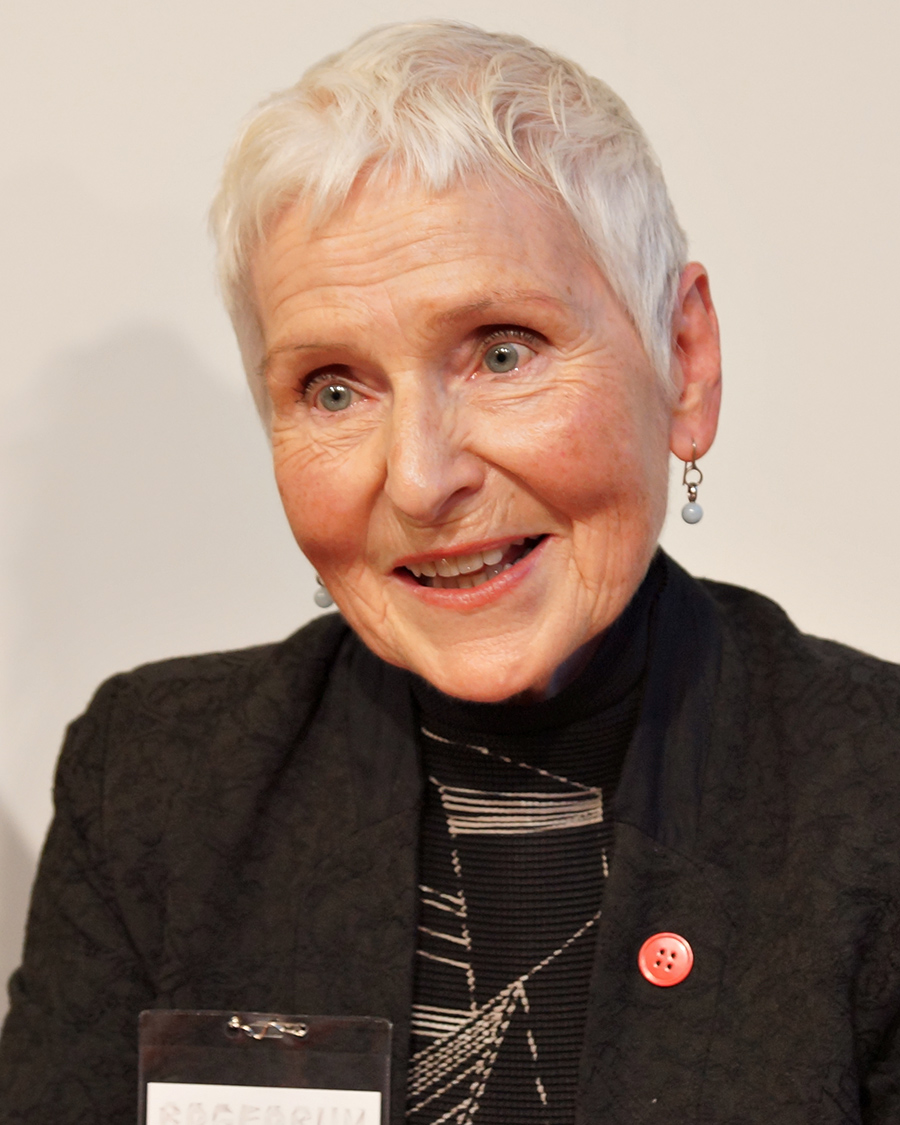
Herbjørg Wassmo, Kopenhagen 2014

Wassmo absolvierte eine Ausbildung als Lehrerin und betrieb das Schreiben als Hobby, bis sie 1976 ihren ersten Lyrikband Vingeslag („Flügelschlag“) herausgab. Den Durchbruch schaffte sie 1981 mit ihrem ersten Roman Huset med den blinde glassveranda („Das Haus mit der blinden Glasveranda“), dem ersten Band der so genannten Tora-Trilogie, für die sie den Literaturpreis des Nordischen Rates bekam. Sie gab ihren alten Beruf auf und begann neben dem Schreiben Literaturwissenschaften zu studieren.
Große Bewunderung hegt Wassmo für den norwegischen Dichter Knut Hamsun, aber auch Virginia Woolf, Camilla Collett, Sigrid Undset, Amalie Skram, russische Literaten und die Bibel sind für sie von großer Bedeutung.
Wassmo kaufte vor einigen Jahren den alten Hof „Skogsheim“ auf der Insel Hamarøy, in dem Knut Hamsun 1911 bis 1917 lebte und an den sie intensive Kindheitserinnerungen hat. In Skogsheim (deutsch „Waldheim“) brachte sie ihr erstes Kind zur Welt. Sie lebte zeitweilig in anderen europäischen Städten wie Berlin und Barcelona, um sich dort inspirieren zu lassen und an ihren Büchern zu schreiben. Auch einige ihrer Protagonisten wie Dina oder Rut Nesset lebten zeitweilig in Berlin.
Sie ist verheiratet mit Bjørn Hulleberg.
Ihr bekanntestes Buch ist Dinas bok („Dinas Buch“) aus dem Jahr 1989. Dieser erste Band der Dina-Trilogie wurde unter dem Titel Dina – Meine Geschichte 2002 von Ole Bornedal verfilmt. In den Hauptrollen spielen Maria Bonnevie und Gérard Depardieu.

## Werke (in deutscher Übersetzung)
- Das Haus mit der blinden Glasveranda. Roman. Droemer Knaur, München 1984.
  - Neuausgabe als: Deutschenkind. Argument, Hamburg 2012, ISBN 978-3-88619-490-2 (= Tora-Trilogie, Band 1).
- Der stumme Raum. Roman. Droemer Knaur, München 1985.
  - Neuausgabe: Argument, Hamburg 2013, ISBN 978-3-88619-493-3 (= Tora-Trilogie, Band 2).
- Gefühlloser Himmel. Roman. Droemer Knaur, München 1987.
  - Neuausgabe als: Der taube Himmel. Argument, Hamburg 2015, ISBN 978-3-86754-402-3 (= Tora-Trilogie, Band 3).
- Das Buch Dina. Roman. List, München 1992; Knaur Taschenbuch, München 2008, ISBN 978-3-426-63860-6.
- Sohn des Glücks. Roman. List, München 1994; Knaur Taschenbuch, München 1996, ISBN 3-426-65048-7.
- Der lange Weg. Dokumentarroman aus dem Krieg Januar 1945. List, München 1995; Knaur Taschenbuch, München 1997, ISBN 3-426-60489-2.
- Auf der Reise. Vier Erzählungen. Luchterhand, München 1996; Knaur Taschenbuch, München 1998, ISBN 3-426-60658-5.
- Dinas Vermächtnis. Roman. Luchterhand, München 1999; Knaur Taschenbuch, München 2001, ISBN 3-426-61681-5.
- Die siebte Begegnung. Roman. Luchterhand, München 2002; btb, München 2004, ISBN 3-442-73225-5.
- Die Geliebte des Spielers. Roman. Droemer, München 2007, ISBN 978-3-426-19695-3.
- Zwischen zwei Atemzügen. Roman. Droemer, München 2009, ISBN 978-3-426-19803-2.
- Schritt für Schritt. Autobiografischer Roman. Argument, Hamburg 2016, ISBN 978-3-86754-404-7.

## Auszeichnungen und Ehrungen
- 1981: Kritikerprisen, für Huset med den blinde glassveranda
- 1983: Bokhandlerprisen, für Det stumme rommet
- 1984: Gyldendals Dokumentarbuch-Wettbewerb
- 1987: Literaturpreis des Nordischen Rates, für Hudløs himmel
- 1987: Preis der norwegischen Buchhändlervereinigung, für Dina
- 1997: Buchklub 12 Bücherpreis (Dänemark)
- 1998: Prix Jean-Monnet (Frankreich)
- 2004: Eeva-Joenpelto-Preis (Finnland)
- 2006: Havmannpreis für Zwischen zwei Atemzügen
- 2014: Fredrikkeprisen
- 2015: Jonasprisen